# 秦國龍
秦國龍（1667年—1738年），字孫巒、臥子，號冰谷、絲巒，山東莒州直隸州日照縣人，清朝政治人物、進士出身。秦允晉之孫、秦璵之子。
康熙三十八年，鄉試中舉；次年，登進士。康熙四十四年，任湖北鄖西縣知縣，后升任戶部主事。康熙五十七年，擔任雲南道監察御史。雍正元年，擔任福建按察使。次年改任福建布政使。雍正四年因病乞休。